# Franz Karl Conradi
Franz Karl Conradi (auch Franz Carl Conradi; * 2. Februar 1701 in Reichenbach im Vogtland; † 17. Juli 1748 in Helmstedt) war ein deutscher Rechtswissenschaftler.

## Leben
Als Sohn eines Kommissionsrats und Amtmanns geboren, besuchte er das Gymnasium in Zwickau. 1720 immatrikulierte er sich an der Universität Leipzig, wo er sich zunächst philosophischen Studien widmete und 1722 den akademischen Grad eines Magisters erwarb. Danach konzentrierte er sich auf ein Studium der Rechtswissenschaften.
1723 habilitierte er sich als Privatdozent, und nachdem er 1725 an der Universität Erfurt zum Doktor der Rechte promoviert worden war, erhielt er 1728 eine außerordentliche Professur an der Universität Wittenberg. 1730 wurde er zum ordentlichen Professor an die Universität Helmstedt berufen.
In Helmstedt stieg er in der Hierarchie der juristischen Fakultät auf, übernahm 1743 das Amt eines braunschweigisch-lüneburgischen Hofrates und wurde 1745 Ordinarius an der juristischen Fakultät. In seinen zahlreichen akademischen Schriften hat er vor allem das Römische Recht behandelt. Zum deutschen Recht verfasste er mehrere Abhandlungen über das Lehnrecht; außerdem veröffentlichte er Biographien über andere Rechtsgelehrte.
Conradis bleibende Bedeutung beruht vor allem auf seiner Sammlung Grundsätze der Teutschen Rechte in Sprichwörtern. Das schmale, nur einen Druckbogen umfassende Werk ist in drei Abschnitte unterteilt: Erstens Sprichwörter, die von den Rechten im Allgemeinen handeln, zweitens Sprichwörter zu Rechten der Personen, Sachen, Verbindlichkeiten, Verbrechen und Prozesse und schließlich drittens Sprichwörter zum Staatsrecht, Kirchenrecht und Lehnsrecht. Das populäre Werk erlebte mehrere Neuauflagen und regte Conradis Schüler Johann Friedrich Eisenhart zu einer Erweiterung und Kommentierung der Sammlung an.

## Werke (Auswahl)
- Parerga, in quibus Antiquitates Juris illustrantur. 4 Bände. Weygand, Helmstedt 1735–1739 (books.google.de).
- Iurisconsulti Et Antecessoris De Iure Quiritium A Civitate Romana Non Diverso Commentatio Academica. Schnorr, Helmstedt 1744. (digital.slub-dresden.de).
- Ludwig Pernice (Hrsg.): Scripta minora, cum Praefatione et singularum commentationum epicrisi. Band 1, Anton, Halle 1823 (books.google.de).
- Grundsätze der Teutschen Rechte in Sprüchwörtern. Schnorr, Helmsted, 1745 (diglib.hab.de). Weitere Ausg. 1759, 1792, 1823. Neuausgabe, mit einem historischen Vorwort von Rolf Volkmann zum 300. Geburtstag, Helmstedt 2001.
- Barnabae Brissonii… De formulis et solennibus populi romani verbis, libri VIII. Krug, Halle/Leipzig 1731 (babel.hathitrust.org).